# Tephrosia tenuis
Tephrosia tenuis är en ärtväxtart som beskrevs av Nathaniel Wallich. Tephrosia tenuis ingår i släktet Tephrosia och familjen ärtväxter. Inga underarter finns listade i Catalogue of Life.